# لوبایه
لوبای (Lobaye) یکی از استان‌های ۱۶ گانه کشور آفریقای مرکزی می‌باشد که در بخش جنوب غربی این کشور واقع شده‌است.
مرکز این استان شهر امبایکی می‌باشد.

## شهرهای مهم
پس از امبایکی که مرکز این استان و پرجمعیت‌ترین شهر آن است، شهر بُودا در شمال استان و شهر مونگومبا در جنوب و در ساحل رودخانه اوبانگوئی اهمیت بیشتری دارند.

## شهرستان‌ها
این استان به سه شهرستان تقسیم شده‌است:
- ۱– شهر امبایکی، مرکز استان
- ۲– بُودا
- ۳– مونگومبا

## همسایگان
استان لوبای از استان‌های مرزی کشور آفریقای مرکزی می‌باشد و از جنوب با دو کشور کنگو و زئیر(جمهوری دمکراتیک کنگو) همسایه‌است.
همچنین در بین دیگر استان‌های آفریقای مرکزی از شمال غربی با استان مامبر کادی، از شمال شرقی با استان اومبلامپوکو و از سمت غرب با ناحیه اقتصادی سانگا امبیری همسایه می‌باشد.